# 中国书画国际大学
中国书画国际大学简称书画国大，原名中国书画函授大学，是一所以远程教育为形式的民办成人艺术高校，始建于1985年，1997年被中国成人教育协会民办高等教育委员会评为民办高校先进单位。2009年9月与中国电子学会现代教育技术分会、美国永通国际投资集团合作，重组为中国书画国际大学。欧阳中石与阿老作为原中国书画函授大学学术委员会主席兼名誉董事长，继续担任中国书画国际大学的学术委员会主席，并兼任董事局名誉主席。2009年9月19日在美国俄克拉荷马州成立了海外第一家中国书画国际大学。

## 历任校长
| 顺序 | 姓名   |
| ---- | ------ |
| 1.   | 张超   |
| 2.   | 王国权 |
| 3.   | 姚治华 |
| 4.   | 杜洁尘 |